# Ustionatore
L'Ustionatore (Scorcher), il cui vero nome è Steven Hudak, è un personaggio dei fumetti pubblicati dalla Marvel Comics, è un ex ricercatore chimico convertitosi al crimine.

## Biografia del personaggio

### Le origini
Steven Hudak venne ingiustamente accusato di appropriazione indebita da parte del suo datore di lavoro; deciso a vendicarsi, creò un'armatura dotata di lanciafiamme e attaccò il suo vecchio posto di lavoro. Radunata una gang, si scontrò con l'Uomo Ragno, a causa dei piani di Norman Osborn, ma venne facilmente sconfitto dall'eroe e arrestato. Evaso dal carcere, l'Ustionatore potenziò il proprio armamentario e organizzò un racket della protezione che lo portò nuovamente a scontrarsi con l'Arrampicamuri; aiutato da un suo compagno di college, Tiny McKeever, l'eroe lo sconfisse nuovamente e Hudak sembrò perire in una esplosione.

### Guerra Segreta
Sopravvissuto all'esplosione, che gli ha donato una grande resistenza alle alte temperature, e dopo un periodo di inattività, Hudak attacca un grande magazzino nel giorno della vigilia di Natale ma viene prontamente fermato dal nuovo Uomo Ragno. Successivamente, entra a far parte dei Signori del Male e combatte i Thunderbolts dai quali viene nuovamente sconfitto e arrestato.
Dopo aver partecipato all'asta per il simbionte di Venom, l'Ustionatore viene ingaggiato, assieme a numerosi altri colleghi, da Lucia von Bardas, intenzionata a vendicarsi dello S.H.I.E.L.D. e di Nick Fury; i criminali vengono fermati da un manipolo di eroi e incarcerati.

### Dark Reign
Dopo questa avventura, Hudak si allontana dal mondo criminale per poi tornare sui propri passi e scontrarsi con She-Hulk; evaso nuovamente, entra tra le file del sindacato criminale di Hood partecipando alla resistenza contro gli alieni Skrull. Sempre sotto l'egida di Hood, l'Ustionatore e altri colleghi, vengono inviati, per conto di Norman Osborn, a recuperare alcuni eroi fuggitivi; in seguito partecipa ad altre missioni per conto del boss criminale e alla guerra tra bande contro Mister Negativo. Successivamente, Hudak viene trasferito a Camp H.A.M.M.E.R., dove si allena sotto la guida di Taskmaster e partecipa a numerose missioni fino alla disfatta del regno oscuro di Osborn.

### Spider Island
L'Ustionatore, insieme a Chance e alla Coniglia Bianca, combatte Peter Parker e Carlie Cooper in un laboratorio abbandonato dell'E.S.U.; Peter, utilizzando le mosse che ha imparato da Shang-Chi, riesce a sconfiggere i tre e li intrappola.

## Poteri e abilità
L'attrezzatura lanciafiamme dell'Ustionatore lo rende in grado di produrre grandi getti di fuoco, lo protegge contro il calore e altre lesioni e gli permette di volare grazie ad un jet-pack installato sul dorso.